# World of Warcraft: Mists of Pandaria Soundtrack Volume II
World of Warcraft: Mists of Pandaria Soundtrack Volume II – druga oficjalna ścieżka dźwiękowa z gry World of Warcraft: Mists of Pandaria, będącej czwartym dodatkiem do World of Warcraft. Skomponowana przez Russella Browera, Edo Guidottiego, Jasona Hayesa i Glenna Stafforda i wydana 8 listopada 2013 roku przez Blizzard Entertainment na płycie CD. Album był jednym z dwóch (obok StarCraft II: Heart of the Swarm Soundtrack Volume II) ekskluzywnych wydań CD, które były dostępne wyłącznie podczas BlizzConu 2013. Później udostępniono ją również w sklepie Blizzarda.

## Formaty i listy utworów
CD:
| Nr  | Tytuł utworu            | Długość |
| --- | ----------------------- | ------- |
| 1.  | „Thunder King”          | 8:16    |
| 2.  | „Hills of Gold”         | 1:37    |
| 3.  | „Heal the Land”         | 5:58    |
| 4.  | „Worth Fighting For”    | 2:17    |
| 5.  | „Shadow Hunter”         | 4:31    |
| 6.  | „Garrosh”               | 2:41    |
| 7.  | „Heart of Y'Shaarj”     | 6:52    |
| 8.  | „Sha of Pride”          | 3:18    |
| 9.  | „Kul Tiras”             | 1:43    |
| 10. | „Sunreavers”            | 2:07    |
| 11. | „Zandalari”             | 6:51    |
| 12. | „My Horde”              | 4:38    |
| 13. | „Bastions of Antiquity” | 8:18    |
| 14. | „Glory to the Alliance” | 2:10    |
|     |                         | 1:01:17 |

## Twórcy i personel pracujący nad ścieżką dźwiękową
- Skomponowana przez Russella Browera, Edo Guidottiego, Jasona Hayesa i Glenna Stafforda z Blizzard Entertainment.
- Za wykonanie odpowiada Northwest Sinfonia Orchestra and Chorus.

Źródło: